# Fórum Kisebbségkutató Intézet
A Fórum Kisebbségkutató Intézet szlovákiai magyar tudományos és kulturális intézmény, melynek célja, hogy a szlovákiai magyar közösség történelmét, kultúráját és társadalmi helyzetét, jelenét kutassa és dokumentálja. A Fórum Kisebbségkutató Intézet 1996-ban alakult, székhelye a szlovákiai Somorja (Šamorín) városában található.

## Tevékenységek

### Tudományos kutatások
A Fórum Kisebbségkutató Intézet profiltevékenysége a kutatás. Az intézet kutatási területei közé tartozik a szlovákiai magyar közösség történelme, társadalmi helyzete, nyelvi és kulturális hagyományai. A kutatások célja, hogy mélyebb megértést nyújtsanak a szlovákiai magyar közösség múltjáról és jelenéről, valamint hozzájáruljanak a közösség fejlődéséhez.

### Kiadványok és publikációk
Az intézet rendszeresen publikál kutatási eredményeket monográfiák, tanulmánykötetek és folyóiratok formájában. A legjelentősebb kiadványok közé tartozik a „Fórum Társadalomtudományi Szemle”, amely tudományos cikkeket közöl a kisebbségi kérdésekről. Emellett az intézet több szakkönyvet és dokumentumgyűjteményt is kiad, amelyek fontos források a szlovákiai magyar közösség kutatói és érdeklődői számára.
A Fórum Kisebbségkutató Intézet tudományos konferenciákat és workshopokat is szervez. Kiemelkedő konferenciáik a Kerekasztal és a Civil Napok, amelyek fő célja a civil szervezetek közötti együttműködés elősegítése.
Az intézet emellett aktívan részt vesz a szlovákiai magyar közösség kulturális életében is. Rendszeresen szervez kulturális programokat, előadásokat, könyvbemutatókat és kiállításokat. Számos oktatási programot és képzést kínál, amelyek célja a szlovákiai magyar fiatalok képzése és fejlesztése. Az intézet együttműködik a helyi iskolákkal és egyetemekkel, és számos oktatási anyagot készít a kisebbségi oktatás támogatására.  Ezek a tevékenységek hozzájárulnak a magyar identitás és a közösség összetartozásának erősítéséhez.

### Digitalizáló és Internetes Adatbázisok Központ
A központ biztosítja a Fórum Kisebbségkutató Intézet informatikai és technikai hátterét, beleértve az eszközök és szoftverek karbantartását, valamint a konferenciák technikai lebonyolítását. Hosszútávú tevékenységük a szlovákiai magyarok kulturális örökségének digitalizálása és internetes feldolgozása, melyek a Szlovákiai Magyar Adatbank,  Digitális Emlékezet és Hungaricana honlapokon érhetőek el. Emellett a központ felel a Szlovákiai Magyar Adatbank településadatbázisát és digitális levéltárának naprakészségéért. Ezen felül előállítanak podcastokat, kisfilmeket és egyéb videós tartalmakat is.

### Szlovákiai Magyar Adatbank
Az Adatbank célja, hogy korszerű tudásanyagot biztosítson a szlovákiai magyarsággal foglalkozó kutatóknak és szakembereknek és széles körben hozzáférhetővé tegye elektronikus formában is.

### Szlovákiai Magyar Adatbank – Digitális Emlékezet
A digitális emlékezet projekt célja, hogy archív fotókat tároljon a felvidéki magyar közösség elmúlt 100 évéről és Dél-Szlovákia térségének történetéről.

### Szlovákiai Magyarok Kerekasztala
A Szlovákiai Magyarok Kerekasztala egy politikailag független, önkéntes és informális intézmény, amely a szlovákiai magyar szervezetek együttműködését és egyeztetését szolgálja. Munkájában bármely, Szlovákiában bejegyzett és a szlovákiai magyar közösség érdekében tevékenykedő szervezet részt vehet. A Kerekasztal évente legalább egyszer ülésezik, köztes időszakokban pedig a Koordinációs Bizottság irányítja tevékenységét.

### Etnológiai Központ
Az Etnológiai Központ a szlovákiai magyarok néprajzi kutatásának intézményi hátterét biztosítja, a népi és populáris kultúra tudományos feltárása, dokumentálása és közzététele révén. Kiemelt figyelmet fordít az interetnikus és interkulturális kapcsolatok, valamint a történeti összefüggések vizsgálatára, és nemzetközi kutatási programokban vesz részt.

### Szlovákiai Magyar Akadémiai Tanács – (SZMAT)
A Szlovákiai Magyar Akadémiai Tanács egy civil egyesület, amely a szlovákiai magyar tudomány és művészet fejlesztését, támogatását és népszerűsítését tűzte ki célul különböző tudományos és kulturális tevékenységekkel.

### Gramma Nyelvi Iroda
A Gramma Nyelvi Iroda a szlovákiai magyar nyelvészek kutatásait szervezi és kivitelezi, nyelvi szolgáltatásokat nyújt, és a kisebbségi nyelvi jogok érvényesítésén dolgozik, miközben részt vesz a magyarországi és határon túli nyelvészek közös kutatásaiban.

### Bagoly Mondja – Tudományos Podcast
A Bagoly mondja a Fórum Kisebbségkutató Intézet podcastje, ahol felvidéki magyar tudósok közérthetően beszélnek kutatásaikról és eredményeikről.

## Jelenlegi és korábbi igazgatók
Öllös László – Az intézet elnöke, kutatója, elsősorban a posztkommunista országok és az új közép-európai demokráciák politikai fejlődésével, az emberi és a kisebbségi jogok problémáival foglalkozik.
Tóth Károly – Az intézet igazgatótanácsának volt elnöke, aki történészként és társadalomkutatóként jelentős szerepet játszott az intézet megalapításában és működésének irányításában.
Simon Attila – Történész, a szlovákiai magyar közösség történelmének kutatója, különös figyelmet fordít a 20. századi történelemre, beleértve a kisebbségi közösségek sorsának alakulását a két világháború között és a kommunista rendszer alatt. Jelenleg a Fórum Kisebbségkutató Intézet igazgatója.

## Kutatók és munkatársak
A Fórum Kisebbségkutató Intézet tagjai és munkatársai közé különböző tudományos és szakmai háttérrel rendelkező szakemberek tartoznak. Az intézet működésében részt vevő kutatók és szakértők mindegyike elkötelezett a szlovákiai magyar közösség történelmének, kultúrájának és társadalmi helyzetének kutatása iránt. Kiemelt kutatók:
Gyurgyík László – Szociológus, aki a szlovákiai magyar közösség demográfiai és társadalmi folyamatait kutatja. Kutatásai során különös figyelmet fordít a népességváltozásokra, a migrációra és a szociális helyzet alakulására.
Popély Árpád – Történész, akinek fő kutatási területe a csehszlovák állam kisebbségpolitikája és a szlovákiai magyarság története.
Mészárosné Lampl Zsuzsanna – Szociológus, újságíró, író, a Szociológiai és Demográfiai Kutatások Részlegének igazgatónője.